# Josef Eriksson
Josef Waldemar Eriksson, né le 5 septembre 1916 à Bregårdstorp en Suède et mort en 2007 à Karlskoga, est un entraîneur, éleveur de chevaux et ancien driver suédois.
Il possédait l'écurie à succès appelée Casablanca.
Le cheval le plus performant de Josef était Ayla Raket.